# 通化葡萄酒
通化葡萄酒股份有限公司（上交所：600365），是中國吉林省一家葡萄酒廠，從事生產、銷售葡萄酒等產品。
该公司在1937年於吉林省长白山脉西麓位置創立，主要產品是「國宴1959」、「通化冰酒」、「紅酒」等品牌。
1990年代，東寶實業集團入股该公司，直至2001年，正式在上海證券交易所股份上市。

## 葡萄酒
旗下之「通化葡萄酒」在1949年9月30日进行的中国人民政治协商会议第一届全体会议以及于1949年10月1日举行的中华人民共和国开国大典上，都是宴席上的唯一用酒。
通化葡萄酒一共有5种，分别是：1959特制山葡萄酒、解百纳高级干红葡萄酒1992、解百纳高级干红葡萄酒1994、雅仕樽冰酒和通化超级爽口山葡萄酒。

## 發展
香港上市的金六福投資成功收購该公司29.07%股權。數年後，中國通化葡萄酒收購加拿大皇家冰酒酒莊股權，這首次進軍海外飲料市場。

## 外部連結
- Tonhwa.com
- 金六福入主新华联 或借壳赴港上市[永久]